# Абевил
Абевил (фр. Abbeville) град је и лука у Француској у региону Пикардија, у департману Сома. Абевил се налази у близини ушћа реке Соме, 24 километара од канала Ламанш.
По подацима из 2011. године у општини је живело 24.104 становника, а густина насељености је износила 912,34 становника/km². Просечна надморска висина у граду је 8 m (минимална 2 m, а максимална 76 m).
У граду је развијена текстилна, прехрамбена, машинска и електротехничка индустрија.
Абевил је један од важнијих туристичких центара северне Француске.
Град је и културно развијен. У њему се налазе бројни културни споменици као што су:
- градски музеј
- велика библиотека
- готска катедрала из XV века ...

## Историја
Абевил је статус града добио у XIII веку. До XIX века у граду се налазио један од драдиционалних текстилних центара. За време Првог светског рата град је био седиште енглеског генералног штаба. У периоду између два светска рата град је био познат као велика лука и као текстилни центар.
Дана 12. септембра 1939. године у Абевилу је одржана француско-енглеска конференција на којој је одлучено да се Пољској не пружи помоћ у борби са Немцима. За време Другог светског рата град је претрпео велика разарања.

## Демографија
| 1962.  | 1968.  | 1975.  | 1982.  | 1990.  | 1999. | 2006.  | 2011.  |
| ------ | ------ | ------ | ------ | ------ | ----- | ------ | ------ |
| 22.005 | 23.999 | 25.398 | 24.915 | 23.787 | 4.400 | 24.567 | 24.104 |